# Frederik Ferdinand Falkenstjerne
Frederik Ferdinand Falkenstjerne (født 27. november 1854 i Vejle, død 18. december 1896 i Hornslet) var en dansk højskoleforstander, præst og politiker.
Falkenstjerne blev student fra Herlufsholm 1872, studerede teologi, var huslærer hos digteren Jens Christian Hostrup, medens denne var præst i Hillerød, og hos ham fandt han et hjem både for sin kraftige sjæl og for sit skrøbelige legeme.
Efter 1880 at være blevet cand. theol. begyndte han på et folkehøjskolearbejde i København, og 1882 fik han opført en bygning for denne gerning på Christian Winthers Vej. Falkenstjernes håb om at kunne samle københavnske arbejdere på sin skole skuffedes dog.
Hans elever kom fra landet, og de, der samledes på skolen til møderne omkring ham og Hostrup, havde også deres rod på landet. Falkenstjerne
blev 1887 valgt til folketingsmand i Vejle, han kæmpede på Venstres side mod Estrup uden hverken at kunne slutte sig til Berg eller Hørup. 
Træt af det politiske livs skuffelser og af sygdom nedlagde Falkenstjerne sit mandat 1895. Januar 1896 blev han sognepræst i Hornslet, hvor han døde samme år. Sammen med Morten Pontoppidan udgav han ugebladet "Tidens Strøm" 1884-91.
Han arbejdede på en oversættelse af Herodot og på en udgave af "Sønderjydske Skatte- og Jordebøger fra Reformationstiden", men begge måtte på grund af hans død fuldendes af andre. 